# DVB-C

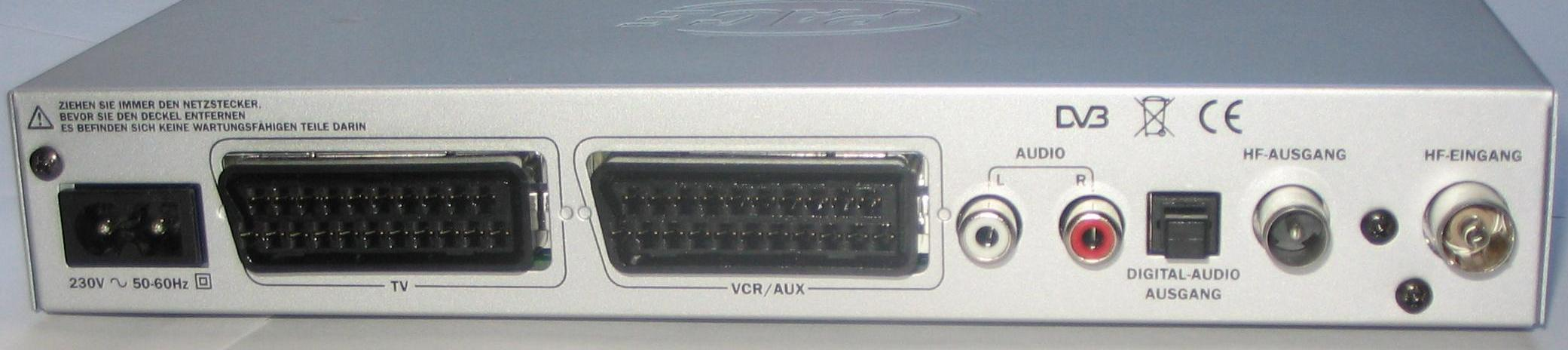
DVB-C

DVB-C là viết tắt là " Digital Video Broadcasting - Cable "và nó là DVB tiêu chuẩn liên minh châu Âu cho việc truyền phát sóng của truyền hình kỹ thuật số qua cáp. Hệ thống này truyền một gia đình MPEG-2 hoặc MPEG-4 kỹ thuật số âm thanh / video dòng kỹ thuật số, sử dụng một điều chế QAM với mã hóa kênh. Tiêu chuẩn này lần đầu tiên được sản xuất bởi ETSI vào năm 1994, và sau đó trở thành hệ thống truyền tải được sử dụng rộng rãi nhất cho truyền hình cáp kỹ thuật số ở châu Âu. Nó được triển khai trên toàn thế giới trong các hệ thống khác nhau, từ các mạng lưới truyền hình cáp (CATV) xuống hệ thống truyền hình vệ tinh (SMATV).
Tại Việt Nam, truyền hình cáp định dạng DVB-C đã được áp dụng cho VTVCab, SCTV trên toàn quốc.